# 甘泉県
甘泉県（かんせん-けん）は、中華人民共和国陝西省延安市に位置する県。

## 行政区画
- 街道:美水街道
- 鎮:下寺湾鎮、道鎮、石門鎮
- 郷:橋鎮郷、労山郷